# 蒙古族穆斯林
蒙古族穆斯林指蒙古族之中信奉伊斯兰教者，明清时形成的蒙古回回，在1950年代中国政府进行民族识别后，今聚居于内蒙古自治区阿拉善盟的蒙古族穆斯林，是中国境内唯一归属蒙古族的蒙古回回族群。

## 名称
这一族群自称“缠头”、“缠头回回（缠回）”、“蒙古回回”:111:45，或按蒙古语称“浩腾”:111、“蒙古浩腾”:45。清代地方政府称他们为“蒙回”:9。因宗教中心在科布尔巴格，又有“科布尔回回”之称。民国时，在范长江的文章中，他们被称为“回回蒙古”、“蒙古回回”:114。2006年的文章中，作者在当地进行的调查中，回族、蒙古族、汉族称他们为“蒙古回回”或“缠头回回”，汉族也称他们为“回民”:8。“蒙古族穆斯林”一名为学术界使用的称谓:45。

## 族群特征
蒙古族穆斯林与普遍信仰藏传佛教的蒙古族人相比，除信仰不同外，两者的族群特征相近。他们讲蒙古语，使用蒙古文字:111，传统服饰相同:10，与蒙古族同样从事牧业生产:111。亦会参与当地传统的蒙古族民俗活动:9，如祭敖包。
同时，有当代研究指出，除与蒙古族相近的文化认同外，由于宗教信仰的缘故，他们与回族、东乡族关系更为亲密，有“回回”认同的趋向:8。

## 人口、族源
蒙古族穆斯林聚居于阿拉善盟阿拉善左旗的科泊尔滩、哈鲁乃一带。即今阿拉善左旗东北部的敖伦布拉格镇查干德日斯嘎查、和平嘎查、巴音哈日嘎查，巴彦木仁苏木巴彦树贵嘎查，乌斯太镇巴音敖包嘎查、呼和温都尔嘎查:8。核心聚居区科泊尔滩在行政区划上，为敖伦布拉格镇、乌斯太镇、巴彦木仁苏木交界地区，是荒漠与半荒漠型地带:45。另有部分散居于阿拉善左旗所在的巴彦浩特镇和巴彦淖尔市磴口县等地:8。历史上，临近敖伦布拉格镇的巴彦淖尔市哈腾套海苏木曾有几十户蒙古族穆斯林，1990年代以来，陆续迁居他处。2006年时，最后一户迁至敖伦布拉格镇。今蒙古国境内有少量“蒙古浩腾”，被称为“霍屯人”，还有具体情况不详的缠头人:45、46。
民国时期，记者范长江在西北调查时最早提及蒙古族穆斯林，他指内蒙古磴口县（有作者指其地是今阿拉善左旗巴彦木仁苏木）有300多户蒙古回回:45。2010年的文章指出，由于蒙古族穆斯林在人口普查时被归入法定的蒙古族，因此无具体人口数。其引用的《内蒙古阿拉善盟志》统计数据，蒙古穆斯林在1875年时为170户，507人；1970年为177户，599人；1989年为2400人；2008年时，约3000人，主要分布于牧区。散居在巴彦浩特镇的，其职业归为两类：一是公务员和事业单位职工，二是个体商人:111、112。
2015年，对阿拉善盟的蒙古族穆斯林进行首次专题调查。截止2015年6月，蒙古族穆斯林人口为429户，1255人。其中，常住人口866人，户籍人口1124人:8。
族源有多种说法，范长江调查时，蒙古浩腾称其先祖为新疆哈密缠回一支。或说来自于哈萨克、柯尔克孜、维吾尔、回族等:46、47。蒙古国的相关“蒙古浩腾”族源也大多来自中亚。

## 备注
1. ↑  阿拉善盟蒙古族穆斯林与青海托茂人是仅有的两支保留蒙古族群特征的蒙古回回后裔。但目前，托茂人视为未识别民族，归为回族。
2. ↑  相关文章[5]:9指，祭敖包时，蒙古族穆斯林与其他蒙古族有不同之处，他们不向敖包下跪磕头。同时，不佩戴表明穆斯林身份的白帽。
3. ↑  原文为“克布尔滩”[2]:45，当是科泊尔滩的同名异译。
4. ↑  原文为“乌素图镇”[2]:45，即今乌斯太镇。
5. ↑  其它文章[2]:45提及的磴口县，则与范长江的调查相关，原文“[范长江]称内蒙古的磴口县（今日之阿拉善左旗巴彦木仁苏木）有300多户蒙古回回。”